# 9190 Masako
9190 Masako eller 1991 VR1 är en asteroid i huvudbältet som upptäcktes den 4 november 1991 av de japanska astronomerna Yoshio Kushida och Osamu Muramatsu vid Yatsugatake-Kobuchizawa-observatoriet. Den är uppkallad efter Osamu Muramatsus fru, Masako Muramatsu.
Asteroiden har en diameter på ungefär 11 kilometer.